# (99905) Jeffgrossman
(99905) Jeffgrossman est un astéroïde de la ceinture principale.

## Description
(99905) Jeffgrossman est un astéroïde de la ceinture principale. Il fut découvert le 27 août 2002 à l'observatoire Palomar par Robert D. Matson. Il présente une orbite caractérisée par un demi-grand axe de 3,44 UA, une excentricité de 0,09 et une inclinaison de 3,5° par rapport à l'écliptique.

## Compléments